# Трешнєвка-Південь
Трешнєвка-Південь (хорв. Trešnjevka–jug МФА: [trêʃɲeːʋka jûg]) — міська самоврядна одиниця Загреба, столиці Хорватії. 

## Загальний огляд
Міський район (хорв. gradska četvrt) Трешнєвка-Південь засновано 14 грудня 1999 згідно зі Статутом міста Загреба відповідно до самоорганізації міста Загреба. Район створено шляхом реорганізації (поділу) тодішнього міського району Трешнєвка. Він має виборну раду та ділиться на 6 дрібніших самоврядних адміністративних одиниць – місцевих комітетів: Гаєво, Горваті-Средняці, Ярун, Кнежія, Пречко, Врбані.
За даними перепису 2011, район налічував 66 674 жителі.
Район охоплює південну частину традиційного району Трешнєвка, відокремлену від північної Загребським проспектом, обмежовану зі сходу Савським шляхом, з півдня — Савою і з заходу — Савською Опатовиною. У районі є кілька старих сіл (Горваті, Ярун), але більшість жителів мешкають у високоурбанізованих житлових масивах, як-от: Кнежія, Середняці, Гредіце, Гаєво, Ярун, Врбані, Пречко і Стагліще.
Це низовинний міський район, розташований на алювіальній терасі річки Сави. На півдні району знаходиться озеро Ярун — одне з улюблених місць жителів Загреба, тому іноді всю територію (крім місцевостей Кнежія і Пречко) називають Ярун. Південну частину району складають спортивно-оздоровчий центр «Ярун» з озерним комплексом і водоохоронною зоною уздовж Сави. Практично всі мешканці проживають на північ від цих місць, в урбанізованій частині Трешнєвки-Південь.